# Даніела Стіл
Даніела Фернанда Домініка Мюріель Емілі Шулейн-Стіл (англ. Danielle Fernande Dominique Muriel Emily Schuelein-Steel, нар. 14 серпня 1947, Нью-Йорк, США) — американська письменниця, авторка численних романів, які стали бестселерами. Сумарний наклад її книг на сьогоднішній день становить понад 800 млн примірників. Її романи знаходились в списку бестселерів «Нью-Йорк Таймс» 412 тижнів. 23 її новели були екранізовані.

## Біографія
Даніела Стіл виросла в родині підприємця Джона Шулейн-Стіла і дочки португальської дипломатки Норми Камара де Стон-Рейс. Дитинство провела у Франції з батьками. Вона часто бувала на званих обідах і прийомах, що дозволило їй пізнати світ багатих і знаменитих зсередини. Її батьки розлучилися, коли дівчинці було сім. Після цього вона з батьком поїхала в Нью-Йорк, а мати залишилася в Європі. Ще в дитинстві Даніела почала писати оповідання, а підліткою вірші. Середню освіту отримала у Франції, в 1963 році закінчила школу дизайну. З 1963 по 1967 роки навчалася в Нью-йоркському університеті.
У 1965 році 18-річна Стіл одружилася з банкіром Клодом Еріком Лазардом. Вона продовжувала навчання в університеті і почала писати перший роман. Народивши дочку Беатріс у 1968 році, Стіл стала копірайтеркою у рекламному агентстві, а потім менеджеркою по зв'язках з громадськістю в Сан-Франциско. Клієнти були дуже задоволені прес-релізами та проєктами, які писала Даніела Стіл. Один з них порекомендував їй всерйоз зайнятися письменницькою діяльністю.
Через 9 років розлучилася з Лазардом. Перед розлученням вийшла її перша книга «Будинок», що включала класичні елементи стилю Стіл: сімейні цінності, події минулого і трагічні долі головних героїв.
Стіл ненадовго одружилася зі злочинцем Дені Зугельдер, потім з колишнім наркоманом Вільямом Тойєм. Незабаром вона народила сина Ніколаса, розлучилася і відсудила права на дитину. Цей досвід ліг в основу її роману «Обіцянка пристрасті». В іншому романі — «Спогад» вона також описує страх і біль жінки, яка намагається допомогти чоловікові-наркоману. 
У 1981 році одружилася з письменником Джоном Трейном. Він усиновлює її сина Ніка і дає йому своє прізвище. Стіл усиновлює його синів від першого шлюбу, Тревора і Тода. Разом у них народжується п'ять дітей — Саманта, Вікторія, Ванесса, Макс і Зара. Цей шлюб проіснував 17 років.
Даніела Стіл завжди намагалася проводити більше часу з дітьми. Вона писала ночами, а спала лише чотири години. У рік вона може випускати кілька книг. Як каже сама письменниця, робота над одним романом може йти два з половиною роки.
Син Стіл Ніколас Трейна був вокалістом у Ска-панк групі Link 80. У 1993 році Стіл подала до суду на письменника, який у своїй книзі розкрив, що біологічний батько Ніка Вільям Той, а не Джон Трейна, звинувачуючи, що він знищив її шлюб. Однак суддя вирішив, що оскільки Даніела Стіл — публічна особа, то ця справа не підпадає під закон про «таємниці усиновлення», і книга була опублікована. Використовуючи цей досвід, Стіл написала роман «Злий умисел». Її син Ніколас, який опинився в центрі цього скандалу, покінчив із собою в 1997 році. Раніше у нього було діагностовано біполярний афективний розлад. В пам'ять про нього Даніела Стіл написала книгу «Його яскраве світло». Також вона заснувала фонд імені Ніка Трейни, який допомагає людям з психологічними порушеннями.
Стіл одружилася з фінансистом із Силіконової долини Томом Перкінсом, шлюб закінчився в 1999 році. Стіл казала, що її роман «Клон і я» був присвячений колишньому.
У 2003 році відкрила художню галерею в Сан-Франциско. А в 2006 році випустила парфуми «Даніела»: аромат, створений спеціально для читачок, продається лише в кількох крамницях.
Письменниця живе в Сан-Франциско, любить їздити до Франції. Дія більшості її романів проходить саме в Сан-Франциско.
В 2013 році стала кавалером ордена Почесного легіону.

## Екранізації творів
- 1983 — Відтепер і навіки
- 1986 — Перехрестя
- 1990 — Все тільки хороше
- 1990 — Калейдоскоп
- 1991 — Татку
- 1991 — Паломіно
- 1991 — Зміни
- 1992 — Коштовності
- 1992 — Секрети
- 1993 — Лист з Сайгона
- 1993 — Зірка
- 1993 — Биття серця
- 1994 — Сімейний альбом
- 1994 — ідеальний незнайомець
- 1994 — Тільки раз в житті
- 1995 — Благословення
- 1995 — Зниклий
- 1995 — Зоя
- 1996 — Перстень
- 1996 — Замкнуте коло
- 1996 — Спогад
- 1996 — Більшої любові не буває
- 2007 — Тиха гавань